# Barszczówki (Wesoła)
Barszczówki – część wsi Wesoła w Polsce, położona w województwie podkarpackim, w powiecie brzozowskim, w gminie Nozdrzec.
W latach 1975–1998 Barszczówki administracyjnie należały do województwa krośnieńskiego.